# ام‌بی‌بی بو ۱۰۵
ام‌بی‌بی بو ۱۰۵ (انگلیسی: MBB Bo 105) بالگرد متوسط ساخت شرکت مسراشمیت بولکوف بلوم است، که نخستین پرواز خود را در سال ۱۹۶۷ انجام داد و از سال ۱۹۷۰ تولید انبوه آن در کشور آلمان آغاز گردید.